# Zonsverduisteringen van 1591 t/m 1600
De periode 1591 t/m 1600 bevat 23 zonsverduisteringen. Deze zijn onderverdeeld in de volgende typen:
- 6 totale
- 8 ringvormige
- 1 hybride
- 8 gedeeltelijke

## Overzicht
Onderstaand overzicht bevat alle details van deze zonsverduisteringen.
| Datum        | UTC op Max | Type         | Stijl                         | Saros nr | Magni- tude | Lengte op Max | Coördinaten op Max |
| ------------ | ---------- | ------------ | ----------------------------- | -------- | ----------- | ------------- | ------------------ |
| 25 jan. 1591 | 07:09:22   | hybride      | centraal                      | 134      | 1.0047      | 0m 16s        | 81.9z 150.6o       |
| 21 juni 1591 | 04:28:43   | gedeeltelijk | laatste eclips Sarosserie     | 101      | 0.0129      | -             | 65.8z 127.7o       |
| 20 juli 1591 | 14:02:08   | gedeeltelijk |                               | 139      | 0.8249      | -             | 68.5n 136.0o       |
| 15 dec. 1591 | 23:33:56   | gedeeltelijk |                               | 106      | 0.5024      | -             | 65.3n 153.5w       |
| 9 juni 1592  | 19:55:49   | totaal       | centraal                      | 111      | 1.0705      | 6m 11s        | 24.7z 110.3w       |
| 3 dec. 1592  | 23:07:16   | ringvormig   | centraal                      | 116      | 0.9159      | 11m 36s       | 14.5n 160.2w       |
| 30 mei 1593  | 13:07:31   | totaal       | centraal                      | 121      | 1.0696      | 6m 8s         | 21.4n 17.0w        |
| 22 nov. 1593 | 23:52:06   | ringvormig   | centraal                      | 126      | 0.9488      | 5m 46s        | 25.4z 177.5o       |
| 20 mei 1594  | 03:23:17   | totaal       | centraal                      | 131      | 1.0141      | 0m 58s        | 64.9n 94.1o        |
| 12 nov. 1594 | 07:34:49   | ringvormig   | centraal                      | 136      | 0.9991      | 0m 4s         | 62.4z 25.1o        |
| 9 apr. 1595  | 19:50:05   | gedeeltelijk |                               | 103      | 0.4879      | -             | 61.1z 40.7w        |
| 3 okt. 1595  | 12:24:36   | gedeeltelijk |                               | 108      | 0.6546      | -             | 61.1n 74.6o        |
| 1 nov. 1595  | 21:36:53   | gedeeltelijk |                               | 146      | 0.2111      | -             | 62.1z 93.1o        |
| 28 mrt. 1596 | 19:43:19   | ringvormig   | centraal                      | 113      | 0.9373      | 6m 41s        | 26.3z 96.5w        |
| 22 sep. 1596 | 04:07:03   | totaal       | centraal                      | 118      | 1.0346      | 2m 50s        | 26.8n 133.0o       |
| 17 mrt. 1597 | 23:22:39   | ringvormig   | centraal                      | 123      | 0.9788      | 2m 8s         | 8.4n 173.3w        |
| 11 sep. 1597 | 15:01:22   | ringvormig   | centraal                      | 128      | 0.9843      | 1m 35s        | 7.6z 52.4w         |
| 7 mrt. 1598  | 10:10:01   | totaal       | centraal                      | 133      | 1.0214      | 1m 33s        | 47.7n 8.2w         |
| 31 aug. 1598 | 18:48:48   | ringvormig   | niet centraal geen zuiddgrens | 138      | 0.9398      | -             | 61.2z 175.6w       |
| 26 jan. 1599 | 15:37:11   | gedeeltelijk |                               | 105      | 0.7965      | -             | 62.9z 80.9o        |
| 22 juli 1599 | 04:45:15   | gedeeltelijk |                               | 110      | 0.8068      | -             | 63.4n 111.2w       |
| 16 jan. 1600 | 05:12:46   | ringvormig   | centraal                      | 115      | 0.9972      | 0m 14s        | 47.4z 115.9o       |
| 10 juli 1600 | 12:35:58   | totaal       | centraal                      | 120      | 1.0238      | 2m 8s         | 38.2n 2.7w         |

### Legenda
| Kolomhoofd         | Uitleg                                                                                                |
| ------------------ | --- |
| Datum              | Datum op het moment van het maximum van de eclips                                                     |
| UTC op Max         | Tijd in UTC op het moment van het maximum van de eclips                                               |
| Type               | Type van de eclips                                                                                    |
| Stijl              | Binnen een type zijn verschillende stijlen mogelijk                                                   |
| Sarosnr            | Het nr van de sarosreeks waartoe de eclips behoort                                                    |
| Magnitude          | Percentage van verduistering van de middellijn van de zon op het moment van het maximum van de eclips |
| Lengte op Max      | Tijdsduur van de eclips op de plek met het maximum                                                    |
| Coördinaten op Max | Coördinaten op het moment van het maximum van de eclips                                               |